# Sylvia Albrecht
Sylvia Albrecht (n. 28 octombrie 1962, Berlin, RDG) este o sportivă germană, medaliată olimpică. A participat la o ediție a Jocurilor Olimpice (1980) în care a câștigat o medalie de bronz.